# Serro Ventoso
Serro Ventoso es una freguesia portuguesa del municipio de Porto de Mós, con 34,16 km² de superficie. Su densidad de población es de 32,6 hab/km².